# لويد جونز (مؤلف نيوزيلندي)
لويد جونز (بالإنجليزية: Lloyd Jones)‏ (23 مارس 1955، لور هوت في نيوزيلندا)؛ كاتب وروائي نيوزيلندي. درس في جامعة فيكتوريا.

## روابط خارجية
- لويد جونز على موقع IMDb (الإنجليزية)
- لويد جونز على موقع مونزينجر (الألمانية)
- لويد جونز على موقع ميوزك برينز (الإنجليزية)
- لويد جونز على موقع قاعدة بيانات الفيلم (الإنجليزية)